# Brüsewitz
Brüsewitz település Németországban, Mecklenburg-Elő-Pomeránia tartományban. Lakosainak száma 1938 fő (2023. december 31.).

## Népesség
A település népességének változása:
| Lakosok száma | 2004 | 2015 | 1967 | 1961 | 1938 |
|               | 2017 | 2019 | 2021 | 2022 | 2023 |